# Hrvatsko-mletački rat za Zadar 1181. – 1202.
Hrvatsko-mletački rat za Zadar (1181. – 1202.) dvadesetogodišnji je oružani sukob tijekom kojega je Mletačka Republika nastojala zauzeti grad Zadar i držati ga pod svojom upravom. Sukob je nastao kada je u Zadru, koji je tijekom 12. stoljeća (od 1115. godine sve do potkraj 1170-ih ili do početka 1180-ih), pretežno bio pod vlašću Mlečana, ponovno na dulje vrijeme uspostavljena hrvatsko-ugarska vlast, koju je u to vrijeme obnašao Bela II. (III.) Arpadović. Osim na Zadar, njegova se vlast na hrvatskoj jadranskoj obali tada protezala i na neke druge gradove (Trogir, Split) te područja među kojima su otoci Cres, Krk i Pag. Nezadovoljni takvim stanjem, Mlečani su 1181. godine započeli rat krenuvši u vojni pohod na Zadar, kako bi opet zagospodarili njime, ali su doživjeli poraz. Slijedilo je više bezuspješnih pokušaja mletačke ratne mornarice kako bi naposljetku (tek koncem 1202. godine) poslije dvotjedne opsade, grad osvojili križari koje je Mletačka Republika angažirala kako bi naplatila njihov prijevoz svojim brodovima u pohodu na Svetu Zemlju.

## Tijek rata
Rat za Zadar odvijao se u nekoliko faza. U prvih nekoliko godina Mlečani sa svojom ratnom mornaricom nisu uspjeli zauzeti grad. Prvi napad se dogodio istom 1181. godine, ali je bio neuspješan. Zabilježeno je da se jedna od bitaka odvijala 1187. godine, a zatim je 1188. dogovoreno dvogodišnje primirje. Istodobno je vodstvo grada Zadra, na čijem je čelu bio knez Damjan Desinjin, tražilo saveznike i uspjelo sklopiti savez s Republikom Pisom, koja je u to doba bila snažna pomorsko-trgovačka sila na Sredozemlju i veliki konkurent Veneciji.
S istekom primirja, Mlečani su 1190. godine obnovili svoje ratne aktivnosti da opet zauzmu Zadar, kao i druge dijelove hrvatske obale, uključujući otoke, ali bezuspješno. U pomorskoj bitki kod otoka Pašmana, južno od Zadra, koja se zametnula u svibnju 1190., združena je zadarsko-pisanska mornarica porazila mletačku, pa je još jednom došlo do primirja.
Godine 1192. na duždevo prijestolje stupio je vremešni Henrik Dandolo, koji je, premda u poznim godinama, agilno poduzimao napade na hrvatsku obalu. Imao je nešto uspjeha, jer je 1193. osvojio otoke Rab i Pag, ali Zadar se uspio oduprijeti. Tijekom ratovanja je Zadru, odnosno kralju Beli, puno pomogao Bartul II., knez Krčki, koji je za to od kralja nagrađen tako što je 1193. dobio u posjed Modrušku župu.
Rat se nastavio i kad je na hrvatsko-ugarsko prijestolje 1196. stupio Belin stariji sin Emerik (Mirko). Otegotna okolnost za branitelje Zadra je pritom bio napet odnos između kralja Emerika i mlađeg mu brata Andrije, hrvatskoga hercega, koji je prouzročio i izravne međusobne oružane okršaje njihovih vojski, što pak je imalo za posljedicu da Arpadovići nisu mogli ozbiljnije pomoći u obrani grada.
Ipak, najveća opasnost zbila se 1202. godine, kada su se u Veneciji okupili križari, najvećim dijelom iz Francuske, koji su trebali mletački prijevoz brodovima u Svetu zemlju, kamo su krenuli u četvrti križarski rat. Budući da nisu imali dovoljno novca za plaćanje prijevoza, dužd Dandolo ih je, premda teško, privolio da razliku u cijeni prijevoza namire tako da za Mletačku Republiku osvoje Zadar. Križarska je vojska, zajedno s Dandolovim snagama, u studenome opsjela grad i za dva tjedna ga zauzela. Mlečani su odmah u njemu uspostavili svoju vlast, te je tako završena ta epizoda u povijesti Zadra.

## Posljedice
Zadar je odmah nakon pada bio izložen pljački i razaranju (pri čemu je jako oštećena katedrala), a Mlečani su zatražili da im grad plaća godišnji danak. Križari pak su, zbog dolaska zime, ostali u njemu preko najhladnijeg dijela godine, a napustili ga tek u svibnju 1203., kada su ih mletačke galije prevezle do Carigrada, kojeg su također u opsadi osvojili i zbacili s vlasti bizantskoga cara. 
Zadar je u mletačkim rukama ostao sljedeće stoljeće i pol, osim kraćih prekida u godinama 1242. – 1243., 1311. – 1313. i 1345. – 1346. Tek je Zadarskim mirom 1358. godine grad na dulje vrijeme vraćen u Hrvatsko-Ugarsko Kraljevstvo.

## Vanjske poveznic e
- Nakon potvrđivanja Bele II./III. (1172–96) za kralja, Zadrani su bili izloženi neprestanim mletačkim pokušajima osvajanja grada
- Zadar se 1181. g. oslobodio mletačke uprave i priznao vlast hrvatsko-ugarskog kralja Bele II./III.
- Sukobi Mletačke Republike i hrvatsko-ugarskih vladara u 12. stoljeću  Arhivirana inačica izvorne stranice od 19. veljače 2021. (Wayback Machine)
- Mlečani konačno uspjeli ovladati Zadrom 1202. kad je “kršćanska vojska razorila kršćanski grad”
- Križari su napustili Zadar na proljeće 1203. i krenuli put Carigrada  Arhivirana inačica izvorne stranice od 21. rujna 2020. (Wayback Machine)